# Wodna (gromada)
Wodna – dawna gromada, czyli najmniejsza jednostka podziału terytorialnego Polskiej Rzeczypospolitej Ludowej w latach 1954–1972.
Gromady, z gromadzkimi radami narodowymi (GRN) jako organami władzy najniższego stopnia na wsi, funkcjonowały od reformy reorganizującej administrację wiejską przeprowadzonej jesienią 1954 do momentu ich zniesienia z dniem 1 stycznia 1973, tym samym wypierając organizację gminną w latach 1954–1972.
Gromadę Wodna z siedzibą GRN w Wodnej utworzono – jako jedną z 8759 gromad na obszarze Polski – w powiecie chrzanowskim w woj. krakowskim, na mocy uchwały nr 20/IV/54 WRN w Krakowie z dnia 6 października 1954. W skład jednostki weszły obszary dotychczasowych gromad Wodna, Górka (bez przysiółków Berezka i Miechów) i Trzebionka (bez terenów oddzielonych torami kolejowymi) ze zniesionej gminy Krzeszowice w tymże powiecie. Dla gromady ustalono 27 członków gromadzkiej rady narodowej.
Gromadę Wodna zniesiono 1 stycznia 1956 w związku z nadaniem jej statusu osiedla (zniesione z kolei 31 grudnia 1961 przez włączenie do miasta Trzebinia).